# Chenti-chet
Chenti-chet bezeichnete im ägyptischen Kalender die Ernte-Periode und den dritten Monat der Jahreszeit Schemu. Der Name „Der des Tales“ verweist auf das zeitgleiche Tal-Fest. Von der prädynastischen Zeit bis zum Ende des Mittleren Reiches repräsentierte Chenti-chet als ursprünglich elfter Monat des Sothis-Kalenders die Zeitspanne von 1. April bis 30. April.

## Hintergrund

### Lage im Kalender
Alan Gardiner wie auch Richard Anthony Parker vermuten, dass Chenti-chet im Laufe der Kalendergeschichte die Jahresform wechselte, weshalb sich Chenti-Chet spätestens ab dem Neuen Reich auf den zehnten Monat verschob. 
Im Ebers-Kalender um 1517 v. Chr. lag Chenti-chet auf dem ersten Schemu-Monat und datierte vom 15. April bis 14. Mai (Elephantine) beziehungsweise vom 21. April bis 20. Mai (Memphis).  
Der Name des dritten Schemu-Monats änderte sich später in Epiphi.

### Beginn der Weizenernte
Der im Neuen Reich genannte Mondkalendermonat Payni ist aus den Aufzeichnungen der 12. Dynastie als Monat Chenti-chet für die beginnende Weizennernte mehrfach belegt und im Verwaltungskalender mit den ersten Arbeiten für den damaligen ersten Peretmonat (Ende März/Anfang April) angesetzt.